# Klemm L30
Die Klemm L30 war ein zweisitziges Sportflugzeug der Leichtflugzeugbau Klemm GmbH aus dem Jahr 1930.

## Geschichte
Die Klemm L30 war von Hanns Klemm 1930 als direktes Nachfolgemuster der schwachmotorisierten Klemm L25a/b mit Daimler-F7502- oder Salmson-AD9-Motor im unteren Sportflugzeugsegment vorgesehen. Sie sollte die entstehende Lücke zwischen dem Segelflugzeug mit Hilfsmotor Klemm Alpha und der mit einem Hirth HM 60 ausgestatteten, inzwischen im mittleren Sportflugzeugsegment angesiedelten Klemm Kl 25c auffüllen.
Die Klemm L30 war konstruktiv eng an die Klemm Alpha angelegt. Statt des 20-PS-Daimler-F7502-Motors der Klemm L25a/b und der Klemm Alpha sollte bei der Klemm L30 ein 46 PS starker Church Marathon J-3, der bei der Church Airplane Company in den USA entwickelt und für 200 US-Dollar vertrieben wurde, verwendet werden. In Deutschland verhandelte die Firma Argus Motoren Gesellschaft über die Aufnahme einer Lizenzfertigung dieses Leichtflugzeugmotors. Nachdem es zu keiner Lizenzvereinbarung zwischen Argus und Church gekommen war, schlug Argus die Verwendung des 40 PS starken Argus-As-16-Motors bei der Klemm L30 vor.
In Böblingen entstand 1932 ein nicht flugfähiges, ansonsten aber vollständig ausgerüstetes 1:1-Modell der Klemm L30 mit dem Argus As 16. Preislich lag die Klemm L30 mit dem Argus-Motor allerdings mit einem kalkulierten Verkaufspreis von 8.850 Reichsmark nur geringfügig unterhalb des Verkaufspreises der Klemm L25c im mittleren Sportflugzeugsegment. Die Lücke im unteren Sportflugzeugsegment konnte die Klemm L30 nicht füllen. Bereits 1932 trafen Hanns Klemm und Robert Lusser die Entscheidung zur Aufgabe der Entwicklung. Ein Prototyp entstand nicht mehr.
Das Modell der L30 wurde im August 1933 auf der Deutschen Luftsport-Ausstellung (DELA) im Hamburger Zoo noch einmal als Studienobjekt gezeigt. Offiziell angeboten wurde die Klemm L30 im Markt nicht mehr. Bereits 1932 hatte Robert Lusser mit der Klemm L33 einen vollständig neuen Ansatz für die Lücke im unteren Sportflugzeugsegment eingeleitet.

## Konstruktion
Wie bei der Klemm Alpha kam auch beim Rumpf und Leitwerk der Klemm L30 ein Stahlrohr-Rahmen zum Einsatz. Die Tragflächen wurden in konventioneller Holzbauweise ausgeführt. Die gewonnene Leistungsverbesserung durch den stärkeren Motor gegenüber der Klemm L25a/b setzte Robert Lusser in eine um 1,50 m verkürzte Tragfläche um, was zu einer weiteren Gewichtseinsparung beitrug. Im direkten Vergleich der L30-Konstruktion mit der Konstruktion der Klemm L25c bei Verwendung eines Hirth-HM60-Motors wäre die Klemm L30 etwa 100 kg günstiger beim Abfluggewicht gewesen.

## Technische Daten
| Kenngröße             | Klemm L30                          |
| --------------------- | ---------------------------------- |
| Besatzung             | 1                                  |
| Passagiere            | 1                                  |
| Länge                 | 7,60 m                             |
| Spannweite            | 11,50 m                            |
| Höhe                  |                                    |
| Flügelfläche          | 17,00 m²                           |
| Flügelstreckung       | 7,8                                |
| Leermasse             | 275 kg                             |
| max. Startmasse       | 515 kg                             |
| Reisegeschwindigkeit  |                                    |
| Höchstgeschwindigkeit | 155 km/h                           |
| Dienstgipfelhöhe      | 3700 m                             |
| Reichweite            |                                    |
| Triebwerke            | ein Hirth HM60 mit 72 PS (53 kW) * |